# Kyla Bremner
Kyla Bremner (ur. 28 stycznia 1977) – australijska zapaśniczka walcząca w stylu wolnym. Do 1998 roku mieszkała w Kanadzie. Olimpijka z Pekinu 2008, gdzie zajęła siedemnaste miejsce w kategorii 48 kg.
Trzynasta na mistrzostwach świata w 2001. Siedmiokrotna medalistka mistrzostw Oceanii w latach 1999 - 2010. Plażowa mistrzyni Oceanii w 2010 roku.
- Turniej w Pekinie 2008

Przegrała z Kim Hyeong-ju z Korei Południowej i odpadła z turnieju.